# Kostel svatého Jana Křtitele (Dohalice)
Kostel sv. Jana Křtitele v Dohalicích je pseudogotický farní kostel nacházející se v části obce zvané Dohaličky. Původně gotický kostel leží v obci Dohalice 12 km severozápadně od Hradce Králové.

## Historie
První zmínka o kostelu sv. Jana Křtitele pochází z roku 1352, mezi farními kostely se uvádí již roku 1384. Po husitských válkách připadl jako filiální kostel pod správu farnosti ve Hněvčevsi, až roku 1736 byl opět povýšen na farní.

### Původní gotický kostel
Původní gotický kostel byl pravděpodobně postaven před rokem 1352.

### Nový barokní kostel
V roce 1742 byl na místě vystavěn nový barokní kostel, klenutá centrála s lucernou, podle přání hraběnky Alžběty Schaffgotschové. Z původního kostela se dochovaly jen některé zvony, krypta a náhrobníky místní šlechty. V roce 1865 proběhla oprava kostela, při níž byly pořízeny nové oltáře a kazatelna, rozšířena sakristie a přemístěn kůr. Kostel byl významně poškozen během prusko-rakouské války v roce 1866 a následně několikrát opravován. Největší pohroma kostel postihla v roce 1888, kdy došlo ke zřícení kopule, což vedlo k úplné demolici stavby.

### Nový pseudogotický kostel
Nový pseudogotický kostel byl postaven mezi lety 1894–1896 podle návrhu inženýra Ludvíka Lablera, který opět jevil trhliny následkem sesedání základní půdy. Kostel byl inspirován kostelem Nejsvětější Trojice v Kutné Hoře a byl rozdělen do tří lodí. V roce 1896 byl vysvěcen královéhradeckým biskupem Edvardem Janem Brynychem.

### Současnost
V kostele se zachovaly následující památky: ukřižovaný Kristus v nadživotní velikosti na jižní straně kostela, dva cínové obětní svícny vysoké 80 cm, kadidelnice z měděného plechu a náhrobníky přenesené ze starých kostelů.

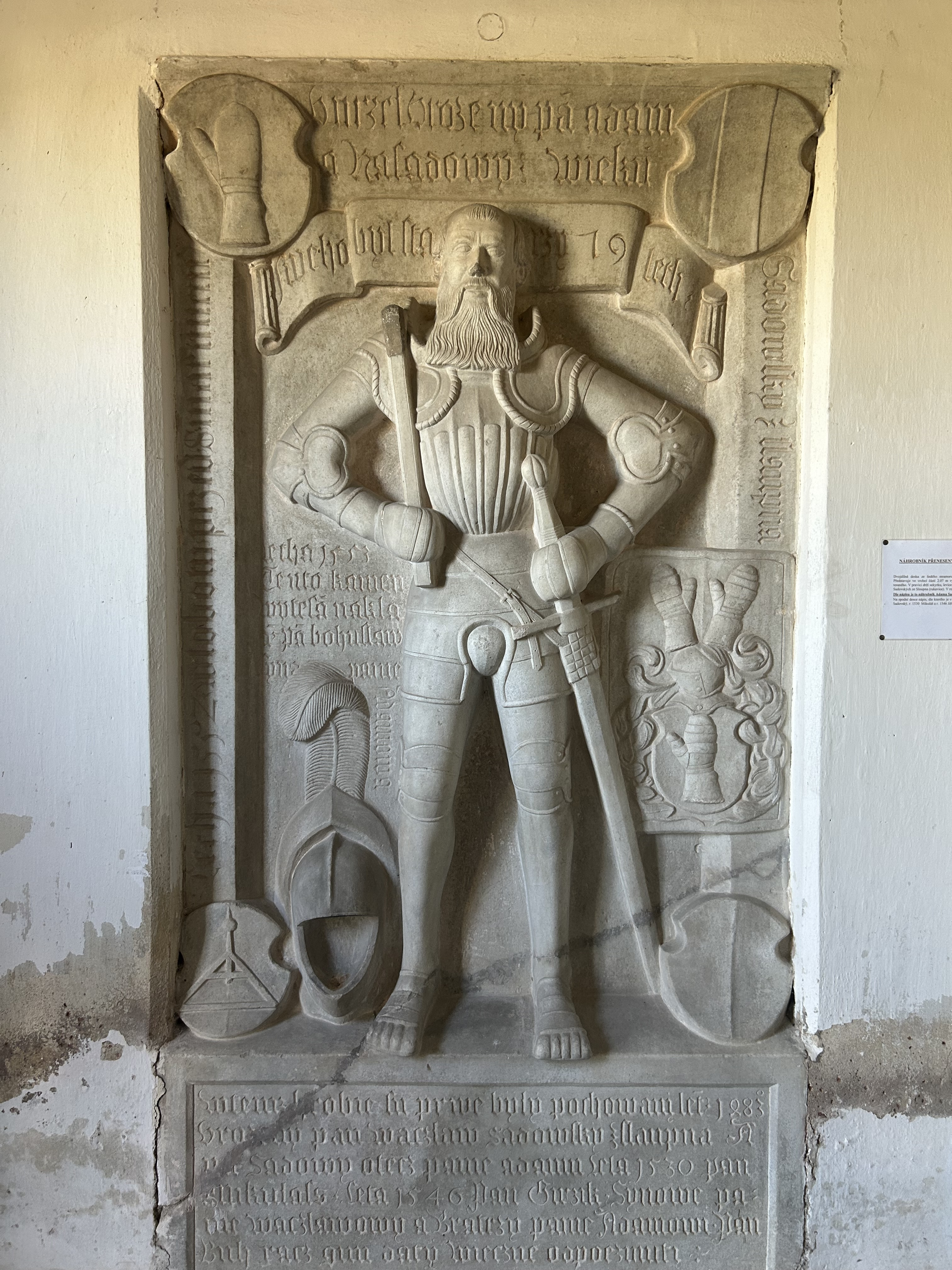
Náhrobník přenesený ze starého kostela

Za první světové války se podařilo uchránit většinu kostelních zvonů. První zvon pochází z roku 1540, druhý zvon pochází z roku 1609 a třetí, který pocházel z roku 1898, byl ztracen. Nový zvon byl pořízen roku 1928. V meziválečném i poválečném období kostel chátral, neboť byl vnímán jako symbol starého režimu. K větší obnově došlo až po roce 1989. Dne 1. října 1994 byl kostel opět vysvěcen biskupem Mons. Karlem Otčenáškem. V letech 2006–2007 proběhla oprava hlavního oltáře. Na Velikonoce roku 2007 se zde konala první „rocková mše“ v širokém okolí.

## Popis
Kostel sv. Jana Křtitele je trojlodní novogotická stavba s kamennými detaily. Všechny tři lodě mají stejnou výšku. Prostor je členěn šesti štíhlými sloupy s profilovanými hlavicemi s geometrickým motivem. Kostel je celý klenut křížovými žebrovými klenbami. V křížení žeber se nachází bohatě zdobený svorník.

Rozměry kostela – loď: 18 x 12,05 m, presbytář: 7x6,5 m, výška kostela uvnitř: 10,7 m 

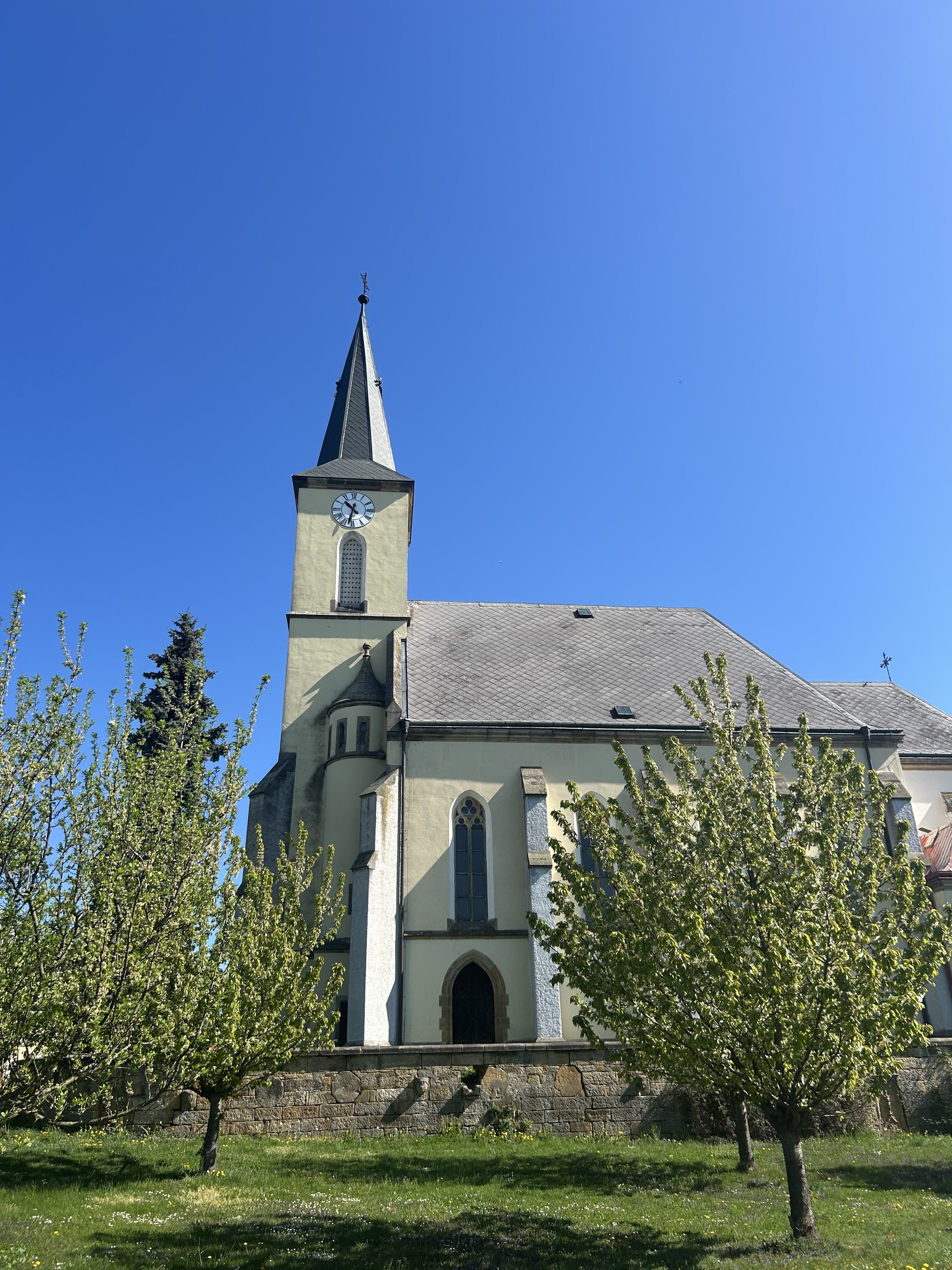
Pohled od jihozápadu

### Interiér
Klenba hlavní lodi je tvořena křížovými žebrovými klenbami. Žebra hlavní lodi přecházejí přímo do hlavic štíhlých sloupů pouze v centrální části, nejsou zde samostatné konzoly ani římsy. 
Hlavní loď ústí do presbytáře s bohatě zdobeným oltářem zasvěceným sv. Janu Křtiteli. V presbytáři se nachází křížová žebrová klenba. Klenba presbytáře je dekorována malovanými ornamenty v novogotickém stylu doplněnými o pozlacené prvky. Po vnitřním obvodu presbytáře obíhá podokenní římsa, která člení stěny. Z původního gotického kostela ze 14. století se dochovalo sedm konzol, na které dosedají klenební žebra.
V hlavním oltáři se nachází tři sochy: sv. Jan Křtitel, sv. Alžběta a sv. Zachariáš. Po stranách se nachází boční oltáře, oltář Panny Marie s Ježíškem na epištolní straně a oltář sv. Václava na evangelní straně, a kazatelna, která je dřevěná a bohatě zdobená. Výrazným doplňkem prostoru je velký dřevěný krucifix a umělecky zpracovaný ambon. V interiéru dominuje původní dřevěný mobiliář – lavice, zpovědnice, sakristiální skříně – vyrobený v jednotném pseudogotickém stylu.

### Exteriér
Fasáda kostela je členěna 16 vysokými odstupňovanými opěrnými pilíři se stříškami krytými bobrovkami, úzkými lomenými okny a výraznou věží s jehlancovou střechou, která dominuje okolní krajině. Okna lodi jsou úzká, mají typický lomený oblouk a jsou vertikálně rozdělena kamennými pruty na dvě pole. Každé pole zakončuje jeptiška a v horní části oken je umístěna trojlistová kružba. Dominantní okno presbytáře je vysoké, štíhlé, zakončené lomeným obloukem. Je členěno do více polí plaménkovou kružbou s trojlaločným zakončením. Čtyřboká hranolová věž má tři patra oddělená profilovanými římsami. Hlavní vstupní portál jednoduchý pískovcový portál s lomeným obloukem. Před kostelem se nachází stará hřbitovní zeď, dva barokní obelisky, což jsou pravděpodobně zbytky průčelí barokního kostela, a řada pomníků padlých ve válce 1866.

## Fotogalerie

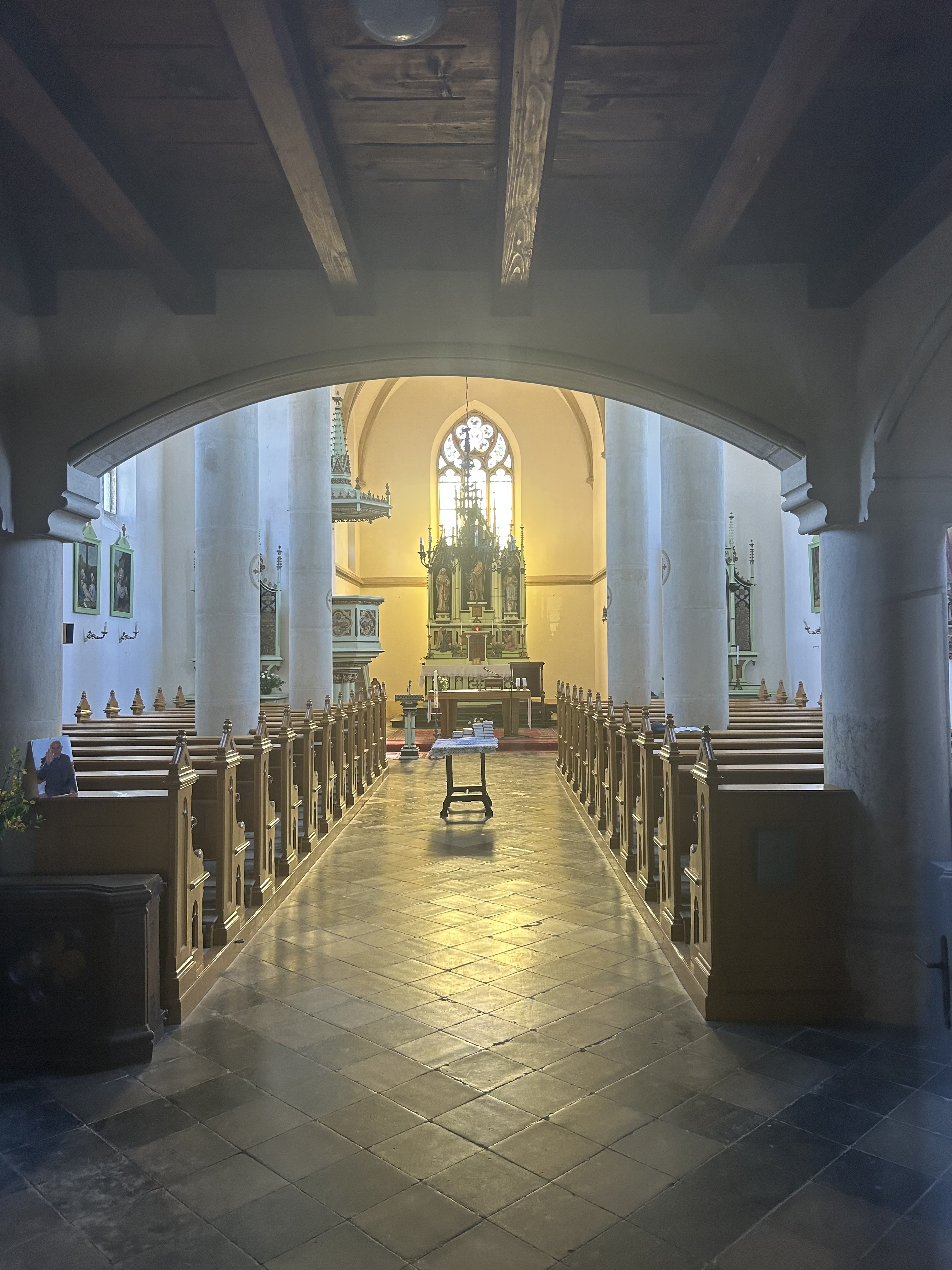
Interiér
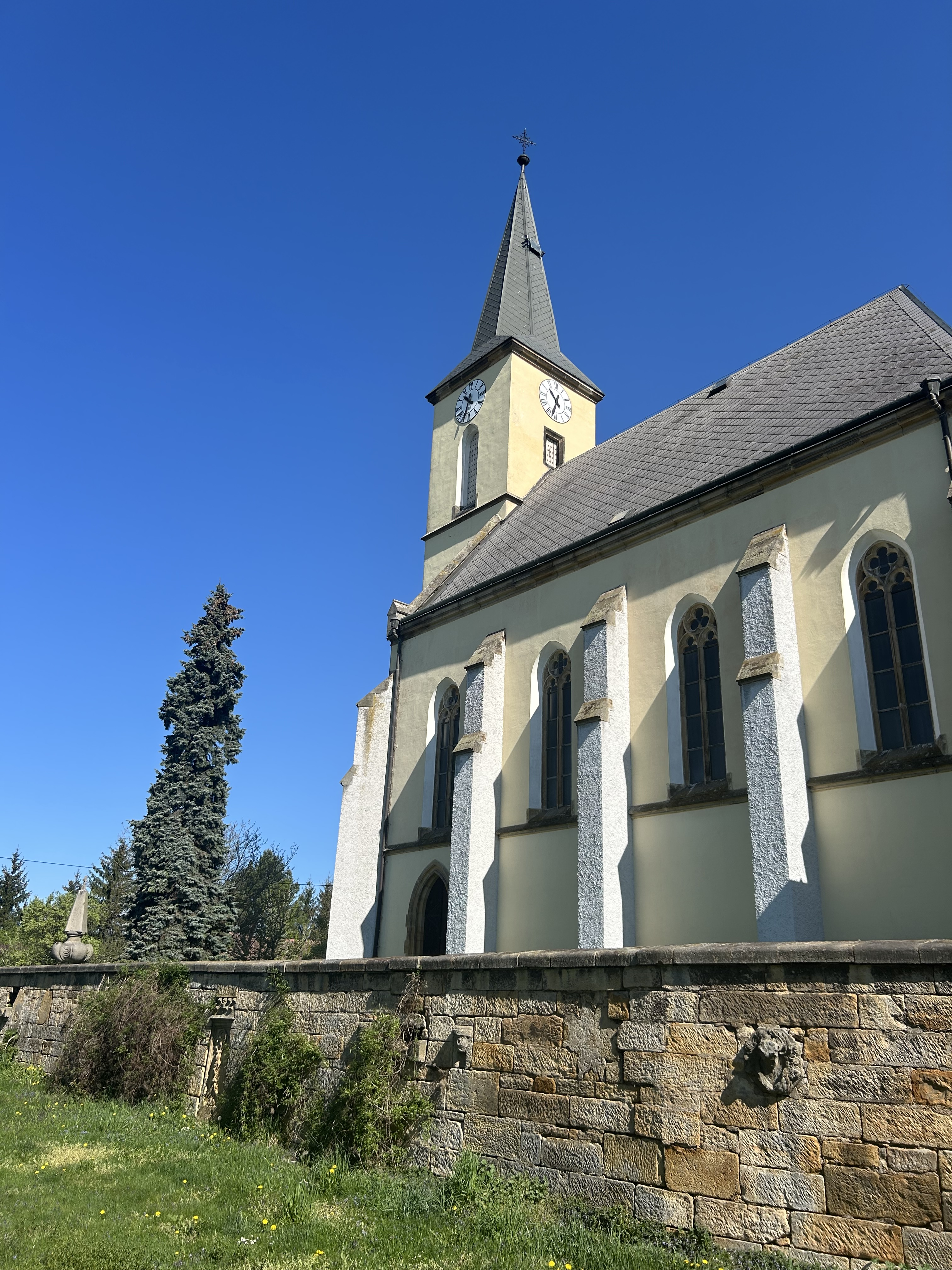
Exteriér
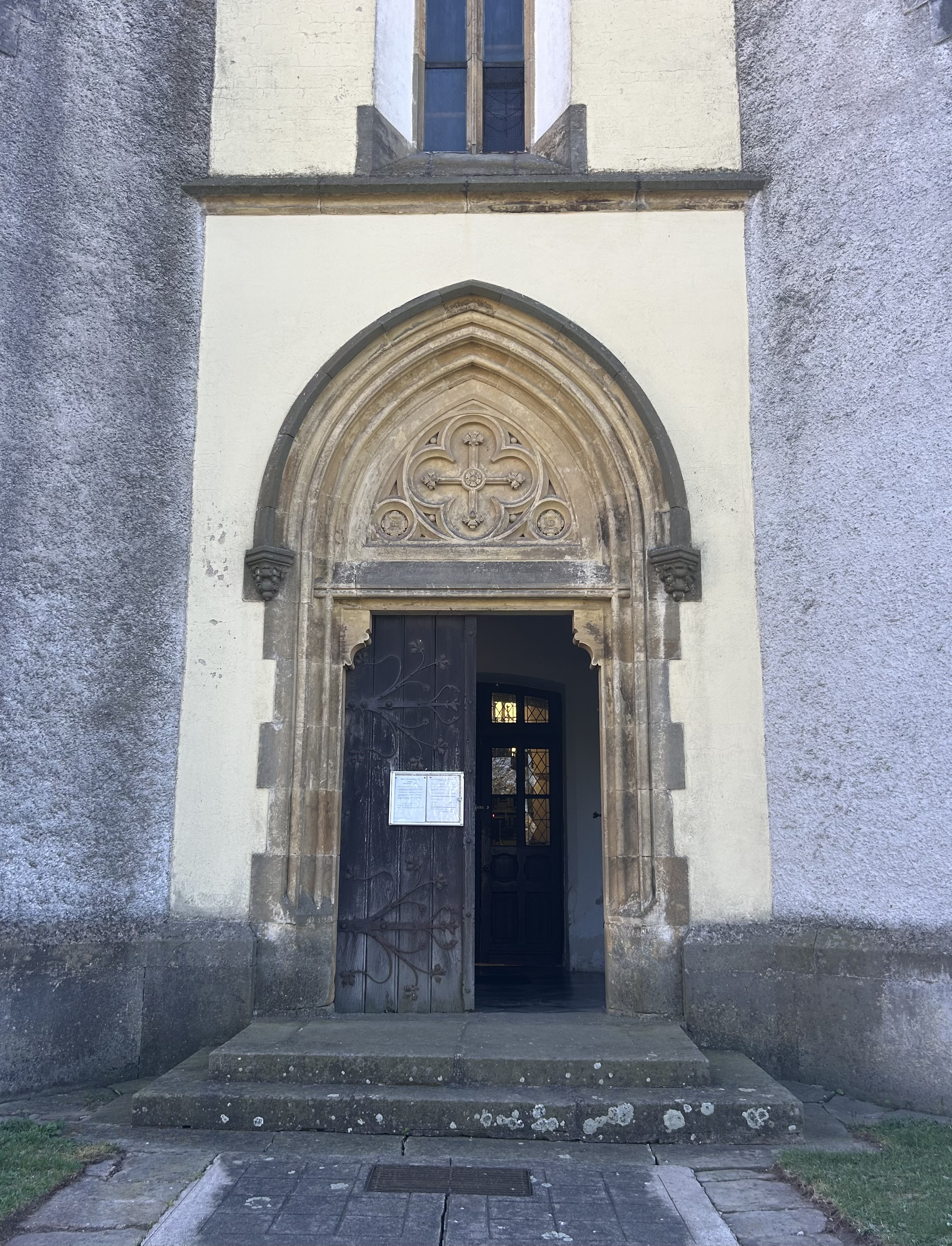
Vstupní portál
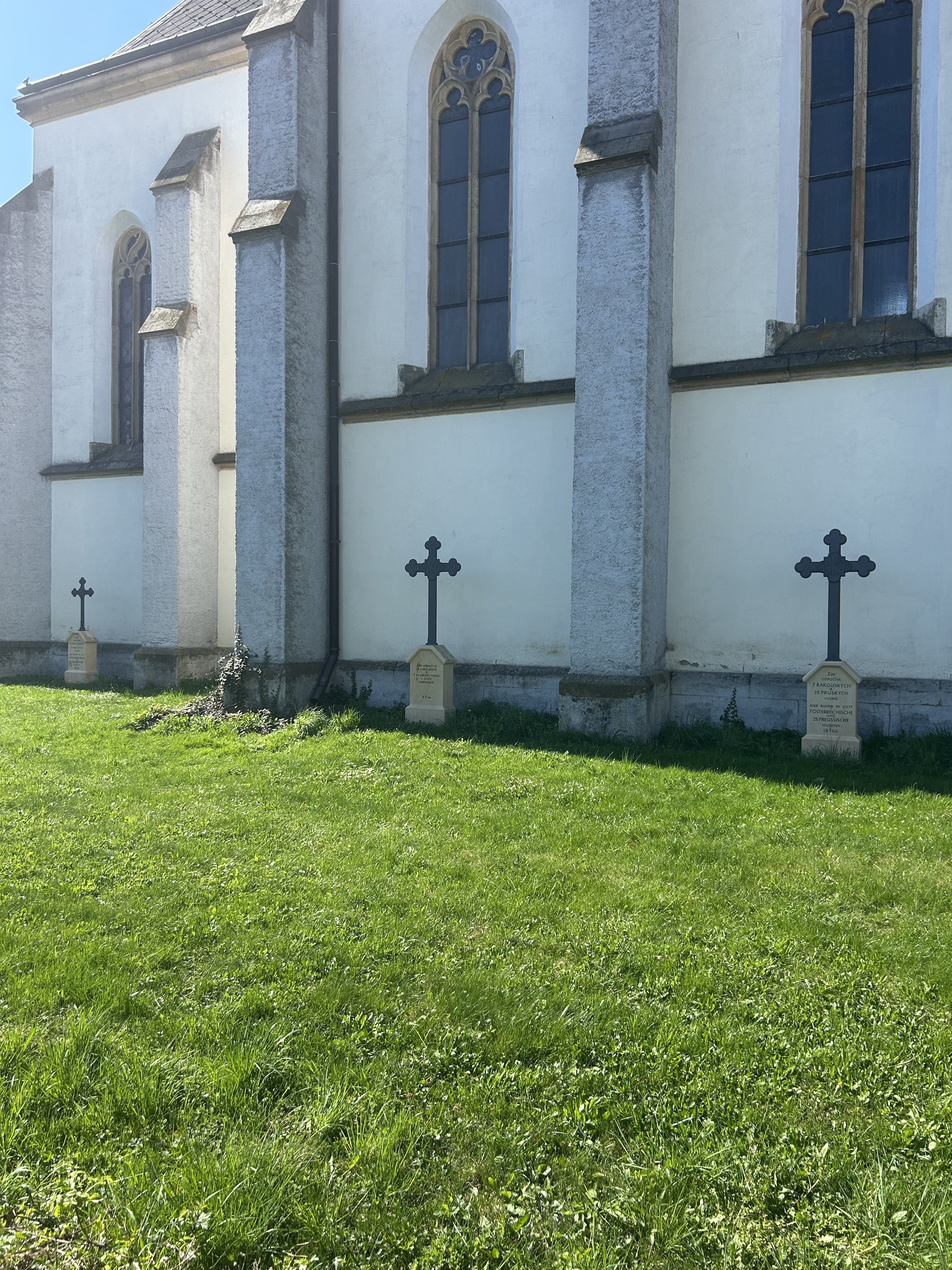
Pomníky